# بیوه سیاه (ترانه)
«بیوه سیاه» (به انگلیسی: Black Widow) تک‌آهنگی از خوانندهٔ اهل استرالیا ایگی آزیلیا به‌همراه ریتا اورای انگلیسی است. این تک‌آهنگ در چارت‌های موسیقی کانادا، اسکاتلند، فنلاند، بریتانیا، جزو ده ترانه اول قرار گرفت.